# Echte Rennmäuse
Die Echten Rennmäuse (Gerbillus) sind eine Nagetiergattung aus der Gruppe der Rennmäuse (Gerbillinae). Die rund 60 Arten dieser Gattung leben im nördlichen und östlichen Afrika sowie im südwestlichen und südlichen Asien.

## Beschreibung
Echte Rennmäuse erreichen eine Kopfrumpflänge von 5 bis 13 Zentimetern, eine Schwanzlänge von 7 bis 18 Zentimetern und ein Gewicht von 10 bis 63 Gramm. Ihr Fell ist an der Oberseite gelbgrau oder rötlich gefärbt, die Flanken sind heller und der Bauch weißlich. Der Schwanz ist durchgehend behaart und am Ende meist mit einer kleinen Quaste versehen. Sie weisen die für Rennmäuse typischen verlängerten Hinterbeine auf, der Körper ist schlank. Auffallend sind die verlängerten Ohren und Krallen.

## Lebensweise
Echte Rennmäuse leben in trockenen Gebieten mit sandigem oder felsigem Untergrund mit oft nur wenig Vegetation. Sie sind dämmerungs- oder nachtaktiv, tagsüber ziehen sie sich in selbsterrichtete Baue zurück. Diese können zwei bis drei Meter lang sein und weisen ein mit Pflanzen gepolstertes Nest auf, sie dienen außerdem zum Speichern von Nahrungsvorräten. Mehrere Tiere graben ihre Baue in unmittelbarer Nähe der Nachbarbaue und erwecken so den Anschein großer Kolonien. Die Nahrung der Echten Rennmäuse besteht aus Samen, Wurzeln, Nüssen, Gräsern und gelegentlich Insekten. 
Nach einer Tragzeit von rund 20 bis 22 Tagen bringt das Weibchen ein bis acht (durchschnittlich vier bis fünf) Jungtiere zur Welt. Diese sind bei der Geburt nackt und blind, öffnen die Augen mit rund 16 bis 20 Tagen und werden mit einem Monat entwöhnt.

## Echte Rennmäuse und Menschen

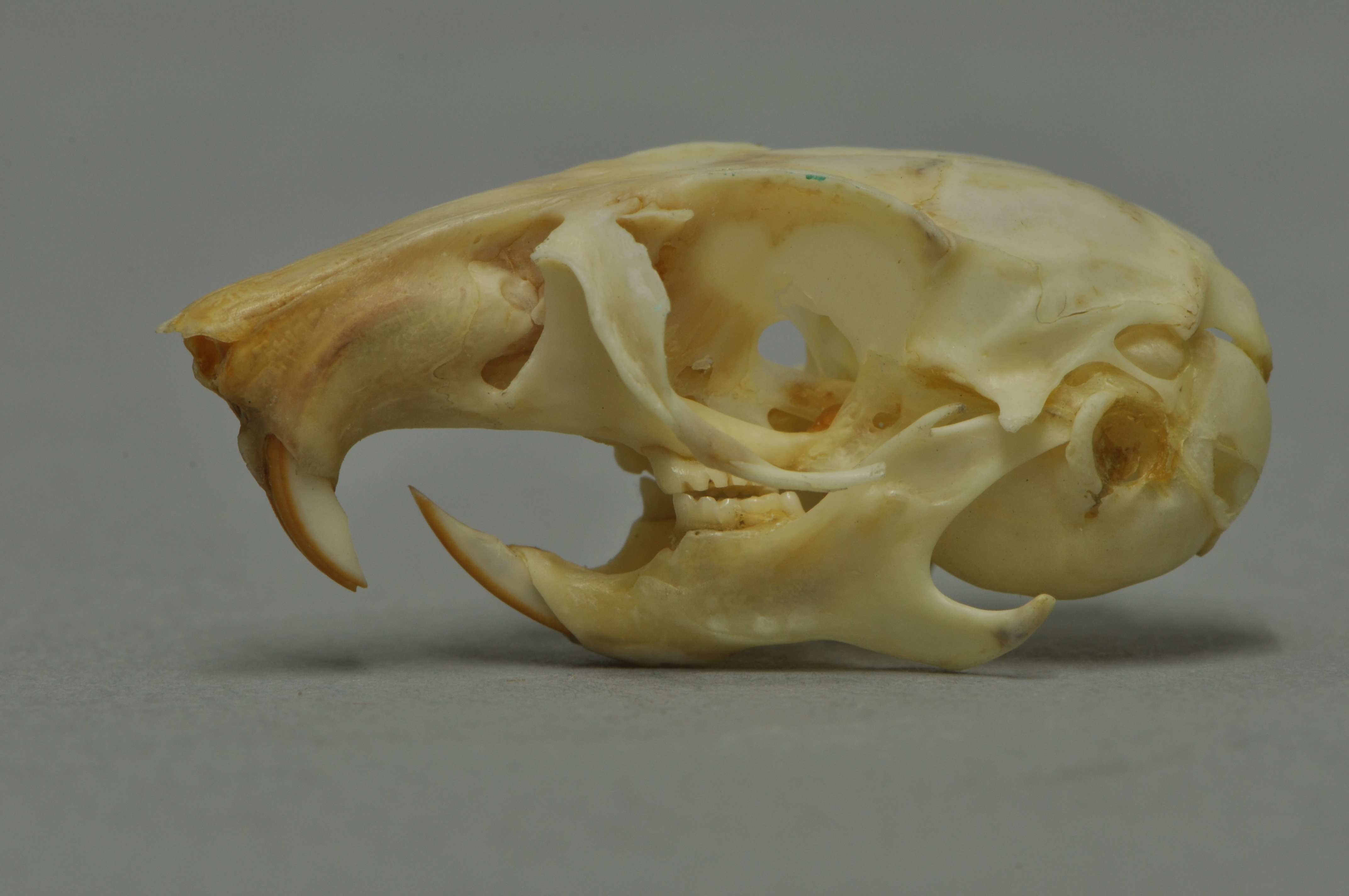
Schädel einer Großen Ägyptischen Rennmaus (Gerbillus pyramidum) aus der Sammlung des Museums Wiesbaden

Einige Arten der Echten Rennmäuse sind als Heimtiere beliebt, darunter die Kleine Ägyptische Rennmaus (Gerbillus gerbillus), die Große Ägyptische Rennmaus (Gerbillus pyramidum), die Blasse Rennmaus (Gerbillus perpallidus) oder die Balutschistan-Rennmaus (Gerbillus nanus).
Viele Arten gelten hingegen aufgrund ihres kleinen Verbreitungsgebietes als bedroht. Dazu kommt, dass das genaue Verbreitungsgebiet vieler Arten und auch die Abgrenzung einzelner Arten zueinander unbekannt ist. Mehr als 20 Arten werden von der IUCN daher unter „zuwenig Daten vorhanden“ (data deficient) gelistet.

## Systematik
Echte Rennmäuse werden in drei Untergattungen eingeteilt, Handecapleura, Dipodillus und Gerbillus. Dipodillus ist am auffallend kurzen Schwanz und den kurzen Hinterbeinen erkennbar, die Tiere der Untergattungen Handecapleura und Gerbillus unterscheiden sich durch die bei ersteren unbehaarten Fußsohlen.
Über die Anzahl der Arten herrscht Uneinigkeit, sie variiert von 40 bis 60. Die nachfolgende Liste folgt Wilson & Reeder.

### UntergattungHandecapleura
- Die Giza-Zwergrennmaus (Gerbillus amoenus) ist in Ägypten und Libyen verbreitet.
- Die Botta-Rennmaus (Gerbillus bottai) lebt in Sudan und Kenia.
- Die Brockman-Rennmaus (Gerbillus brockmani) ist in Somalia endemisch.
- Die Nordafrikanische Rennmaus (Gerbillus campestris) ist in ganz Nordafrika (von Marokko bis Sudan) verbreitet.
- Die Wagner-Rennmaus (Gerbillus dasyurus) lebt im Nahen Osten und auf der Arabischen Halbinsel.
- Gerbillus diminutus ist in Kenia endemisch.
- Die Schwarzquasten-Rennmaus (Gerbillus famulus) lebt ausschließlich im Jemen.
- Die Algerische Rennmaus (Gerbillus garamantis) ist in Algerien beheimatet.
- Die Grobben-Rennmaus (Gerbillus grobbeni) lebt in der libyschen Region Cyrenaica.
- Die Harwood-Rennmaus (Gerbillus harwoodi) ist in Kenia beheimatet.
- Die Henley-Rennmaus (Gerbillus henleyi) ist im ganzen nördlichen Afrika sowie auf der Arabischen Halbinsel verbreitet.
- Die James-Rennmaus (Gerbillus jamesi) ist in Tunesien endemisch.
- Die Julian-Rennmaus (Gerbillus juliani) lebt in Somalia.
- Die Lowe-Rennmaus (Gerbillus lowei) ist nur von einer Stelle im Sudan bekannt.
- Die Mackillingin-Rennmaus (Gerbillus mackillingini) lebt ausschließlich im südöstlichen Ägypten und im anschließenden Sudan.
- Die Große Kurzschwanz-Rennmaus (Gerbillus maghrebi) ist nur von einer Stelle nahe der marokkanischen Stadt Fès bekannt.
- Die Mauretanische Rennmaus (Gerbillus mauritaniae) ist in Mauretanien endemisch.
- Die Mesopotamische Rennmaus (Gerbillus mesopotamiae) lebt im Irak und im südwestlichen Iran.
- Die Darfur-Rennmaus (Gerbillus muriculus) ist in der Darfur-Region im Westsudan beheimatet.
- Die Balutschistan-Rennmaus (Gerbillus nanus) ist trotz ihres Namens in ganz Nordafrika und Südwestasien (von Marokko bis Indien) verbreitet.
- Die Percival-Rennmaus (Gerbillus percivali) ist nur aus Kenia bekannt.
- Die Große Aden-Rennmaus (Gerbillus poecilops) lebt im Jemen und im südwestlichen Saudi-Arabien.
- Gerbillus principulus ist nur von einer Lokation im Sudan bekannt.
- Die Zwergrennmaus (Gerbillus pusillus) ist Sudan, Äthiopien und Kenia verbreitet.
- Die Vierflecken-Rennmaus (Gerbillus quadrimaculatus) lebt ausschließlich im nordöstlichen Sudan.
- Die Kleine Rote Rennmaus (Gerbillus ruberrimus) ist im Sudan, Äthiopien und Kenia beheimatet.
- Die Somalische Rennmaus (Gerbillus somalicus) lebt ausschließlich in Somalia.
- Die Khartum-Rennmaus (Gerbillus stigmonyx) ist im Sudan beheimatet.
- Die Sandrennmaus (Gerbillus syrticus) ist nur aus Libyen bekannt.
- Gerbillus vivax lebt ebenfalls nur in Libyen.
- Die Waters-Rennmaus (Gerbillus watersi) ist aus Somalia und dem Sudan bekannt.

### UntergattungDipodillus
- Die Kleine Kurzschwanz-Rennmaus (Gerbillus simoni) ist im nordöstlichen Afrika (von Algerien bis Ägypten) verbreitet.
- Gerbillus zakariai ist nur von den Kerkenna-Inseln vor der tunesischen Küste bekannt.

### UntergattungGerbillus
- Die Berbera-Rennmaus (Gerbillus acticola) ist in Somalia endemisch und nur von wenigen Fundorten bekannt.
- Die Agag-Rennmaus (Gerbillus agag) ist in Afrika südlich der Sahara (Mauretanien bis Sudan) verbreitet.
- Die Allenby-Rennmaus (Gerbillus allenbyi) ist nur von der israelischen Mittelmeerküste (Haifa bis Gaza) bekannt.
- Die Anderson-Rennmaus (Gerbillus andersoni) lebt im ägyptischen Niltal.
- Die Dunkle Rennmaus (Gerbillus aquilus) ist im südöstlichen Iran, dem westlichen Pakistan und dem südlichen Afghanistan beheimatet.
- Die Bonhote-Rennmaus (Gerbillus bonhotei) ist im Nordosten der Sinai-Halbinsel beheimatet.
- Die Burton-Rennmaus (Gerbillus burtoni) ist nur von einer Stelle in der Darfur-Region bekannt und zählt zu den seltensten Arten.
- Die Cheesman-Rennmaus (Gerbillus cheesmani) lebt auf der ganzen Arabischen Halbinsel und im südlichen Iran.
- Die Cosens-Rennmaus (Gerbillus cosensi) ist bislang nur aus Kenia bekannt.
- Die Dallon-Rennmaus (Gerbillus dalloni) lebt ausschließlich in der Tibesti-Region im Tschad.
- Die Dongola-Rennmaus (Gerbillus dongolanus) ist nur aus Dongola in Sudan bekannt.
- Die Somalia-Rennmaus (Gerbillus dunni) ist in Äthiopien, Dschibuti und Somalia verbreitet.
- Flowers Rennmaus (Gerbillus floweri) ist nur von der Sinai-Halbinsel bekannt.
- Die Kleine Ägyptische Rennmaus (Gerbillus gerbillus) ist im ganzen nördlichen Afrika verbreitet.
- Die Indische Haarfuß-Rennmaus (Gerbillus gleadowi) lebt in Pakistan und dem nordwestlichen Indien.
- Gerbillus hesperidus ist an der marokkanischen Atlantikküste beheimatet.
- Die Hoogstraal-Rennmaus (Gerbillus hoogstraali) ist nur von einer Lokation in Marokko bekannt.
- Die Lataste-Rennmaus (Gerbillus latastei) lebt in Tunesien und Libyen.
- Die Sudan-Rennmaus (Gerbillus nancillus) ist im nordwestlichen Sudan beheimatet.
- Die Nigeria-Rennmaus (Gerbillus nigeriae) lebt im nördlichen Nigeria und in Burkina Faso.
- Die Westliche Rennmaus (Gerbillus occiduus) ist nur aus Marokko bekannt.
- Die Blasse Rennmaus (Gerbillus perpallidus) lebt ausschließlich im nordwestlichen Ägypten.
- Gerbillus pulvinatus (Syn.: Gerbillus bilensis) ist in Dschibuti, im Südwesten Äthiopiens, im Nordwesten Kenias und möglicherweise im Südosten des Sudans verbreitet.[1]
- Die Große Ägyptische Rennmaus (Gerbillus pyramidum) lebt im Niltal in Ägypten und dem Nordsudan.
- Die Riggenbach-Rennmaus (Gerbillus riggenbachi) ist in der Westsahara und dem nördlichen Senegal beheimatet.
- Die Rosalinda-Rennmaus (Gerbillus rosalinda) ist in der Kurdufan-Region im Sudan verbreitet.
- Die Tarabul-Rennmaus (Gerbillus tarabuli) lebt in Libyen.